# Papuania
Papuania is een geslacht van kevers uit de familie bladkevers (Chrysomelidae).
De wetenschappelijke naam van het geslacht werd in 1906 gepubliceerd door Martin Jacoby.

## Soorten
- Papuania impressipennis Jacoby, 1906